# 田仁朗
田仁朗（?—989年），大名元城人。宋朝軍事人物。
父田武，仕后晋为昭義軍節度使。田仁朗早年擔任西頭供奉官，乾德年間，在征討四川時，擔任鳳州路壕砦都監。開寶六年，擔任榷易使。太平興國初年，屯兵清水，曾擊破西羌，斬獲甚眾。累官秦州知州。雍熙初年，邊境李繼遷爲寇，李繼遷殺曹光實，攻陷三族寨。王侁以三族寨失利弹劾田仁朗按兵不动，田仁朗被下狱，贬商州。晚年知定州節度副使事。端拱二年卒。

## 延伸阅读
[在维基数据编辑]
 《宋史/卷275》，出自脱脱《宋史》